# 임숙재
임숙재(任淑宰, 일본식 이름: 豊川淑宰도요카와 슈쿠사이, 1891년 7월 22일 ~ 1961년 6월 8일)는 숙명여자대학교 초대 총장을 지낸 한국의 교육인으로, 본관은 풍천이며 서울특별시 용산구 청파동이다.

## 생애
충청남도 예산군 출신으로 1913년 숙명고등여학교를 졸업했다. 1917년에는 일본으로 유학, 도쿄여자고등사범학교를 졸업 하고 1921년 귀국했다.
이후 모교인 숙명여고 교사, 대구 경북고등학교 교사로 근무했으며, 1939년 숙명여자전문학교 교수로 임용되었다. 전공은 의상 재봉이었다.
감리교 신자인 그는 숙명여전 교수를 지내며 기독교 조선감리교회의 부인연합회장을 역임하기도 했다.
1938년 조선부인문제연구회에 가담한 것을 시작으로, 1941년 조선임전보국단 부인대 지도위원, 1942년 대일본부인회 조선본부 이사, 1943년 국민총력조선연맹 총무부 기획위원회 위원 등을 지내면서 일제강점기 말기에 강연을 통해 전쟁 지원을 역설한 기록이 남아있다.
광복 후 1945년 11월 숙명여전 교장이 되었고, 1955년에 이 학교가 숙명여자대학교로 종합대학교 인가를 받자 그해 초대 총장에 취임했다.
2008년 발표된 민족문제연구소의 친일인명사전 수록예정자 명단 중 교육/학술 부문에 선정되었으며 2009년 친일반민족행위진상규명위원회가 발표한 친일반민족행위 705인 명단에 포함되었다.

## 같이 보기
- 숙명여자대학교
- 조선임전보국단

## 참고자료
- 아태여성정보통신원, 임숙재 (1891-1961)
- 한국컴퓨터선교회, 기독교 여성지도자들의 행태와 민중의 고난